# Roy Black (album)
Roy Black – debiutancki album studyjny niemieckiego aktora, piosenkarza Roya Blacka wydany 1966 roku. Płytę promowały utwory "Ganz in Weiß" i "Du bist nicht allein", które w latach 1965 i 1966 zajmowały wysokie miejsca na niemieckich i austriackich listach przebojów.

## Lista utworów
1. Verliebt sein − 2:35 (muzyka: Werner Twardy, tekst: Lilibert)
2. Hallo Dolly (deutsch) − 2:34 (oryginalny wykonawca: Louis Armstrong; muzyka i tekst: Jerry Herman, niem. tekst: Lilibert)
3. Rot ist dein Mi − 2:39 (muzyka: Willibald Quanz, tekst: Axel Weingarten)
4. Du hast mich heut’ noch nicht geküßt − 2:45 (muzyka: Rolf Arland, tekst: Kurt Hertha)
5. Ich kann warten − 2:53 (muzyka: Rolf Arland, tekst: Joachim Relin)
6. Verzeih mir − 3:29 (muzyka: Rolf Arland, tekst: Kurt Hertha)
7. Pretty Eyes (englisch) − 2:50 (oryginalny wykonawca: Trini Lopez; muzyka: Teddy Randazzo, tekst: Robert Weinstein)
8. Frag nur dein Herz − 2:47 (muzyka: Daddy Monrou, tekst: Lilibert)
9. Du bist nicht allein − 2:25 (muzyka: Rolf Arland, tekst: Kurt Hertha)
10. Eine wird kommen − 2:48 (muzyka: Werner Twardy, tekst: Lilibert)
11. Anything That's Part of You (englisch) − 2:08 (oryginalny wykonawca: Elvis Presley; muzyka i tekst: Don Robertson)
12. Leg dein Herz in meine Hände − 2:46 (muzyka: Rolf Arland i Daddy Monrou, tekst: Lilibert)
13. Ganz in Weiß − 3:01 (muzyka: Rolf Arland, tekst: Kurt Hertha)
14. Wenn die Abendsterne − 2:37 (muzyka i tekst: Buday)